# Talisia bullata
Talisia bullata es una especie de plantas de la familia Sapindaceae. Es endémica de Ecuador. 

## Fuente
- Santiana, J. & Pitman, N. 2004. Talisia bullata. 2006 IUCN Red List of Threatened Species.  23 de agosto de 2007.

- Datos: Q5234929
- Especies: Talisia bullata